# Mauglí

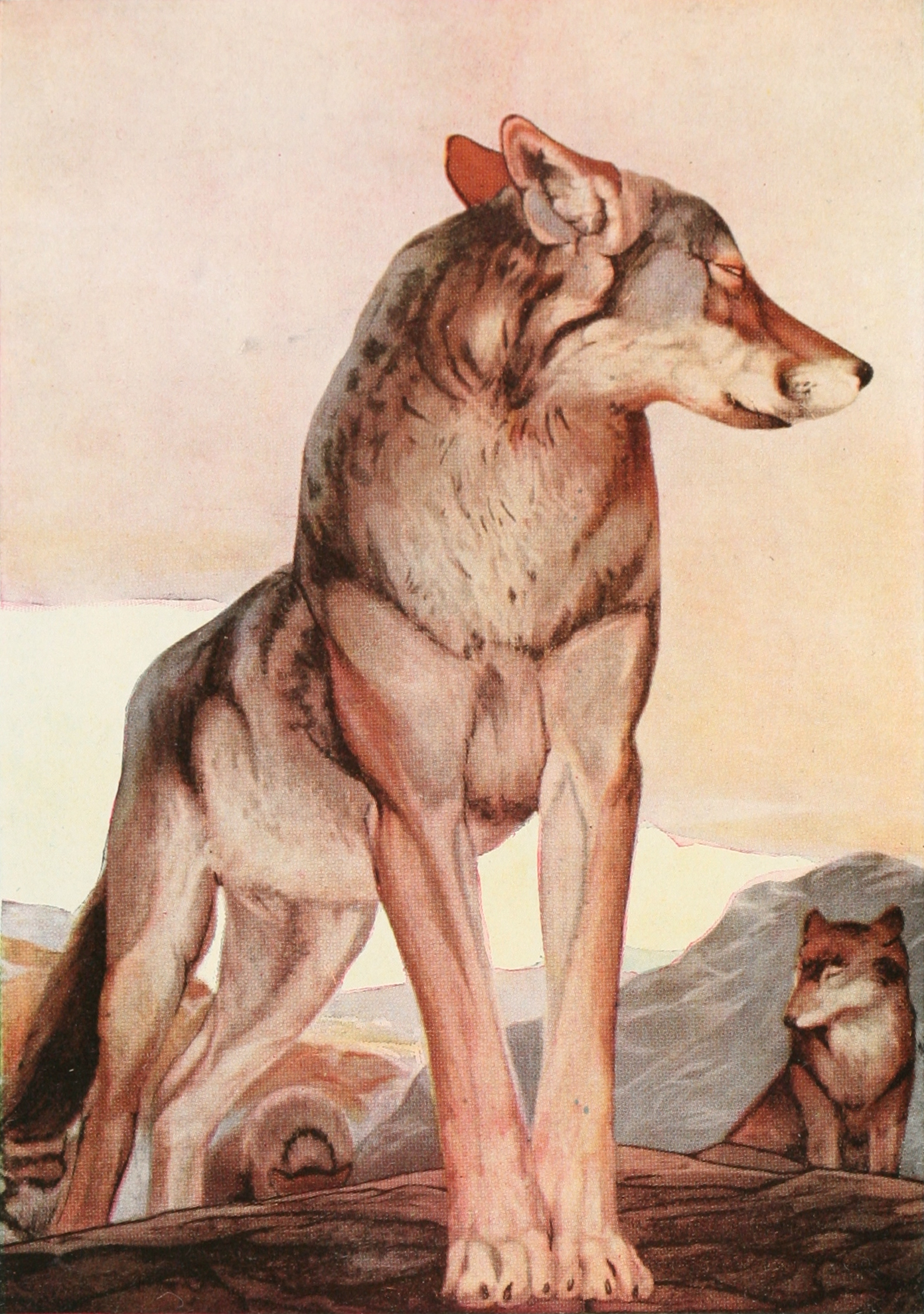
Akéla, ilustrace z roku 1895

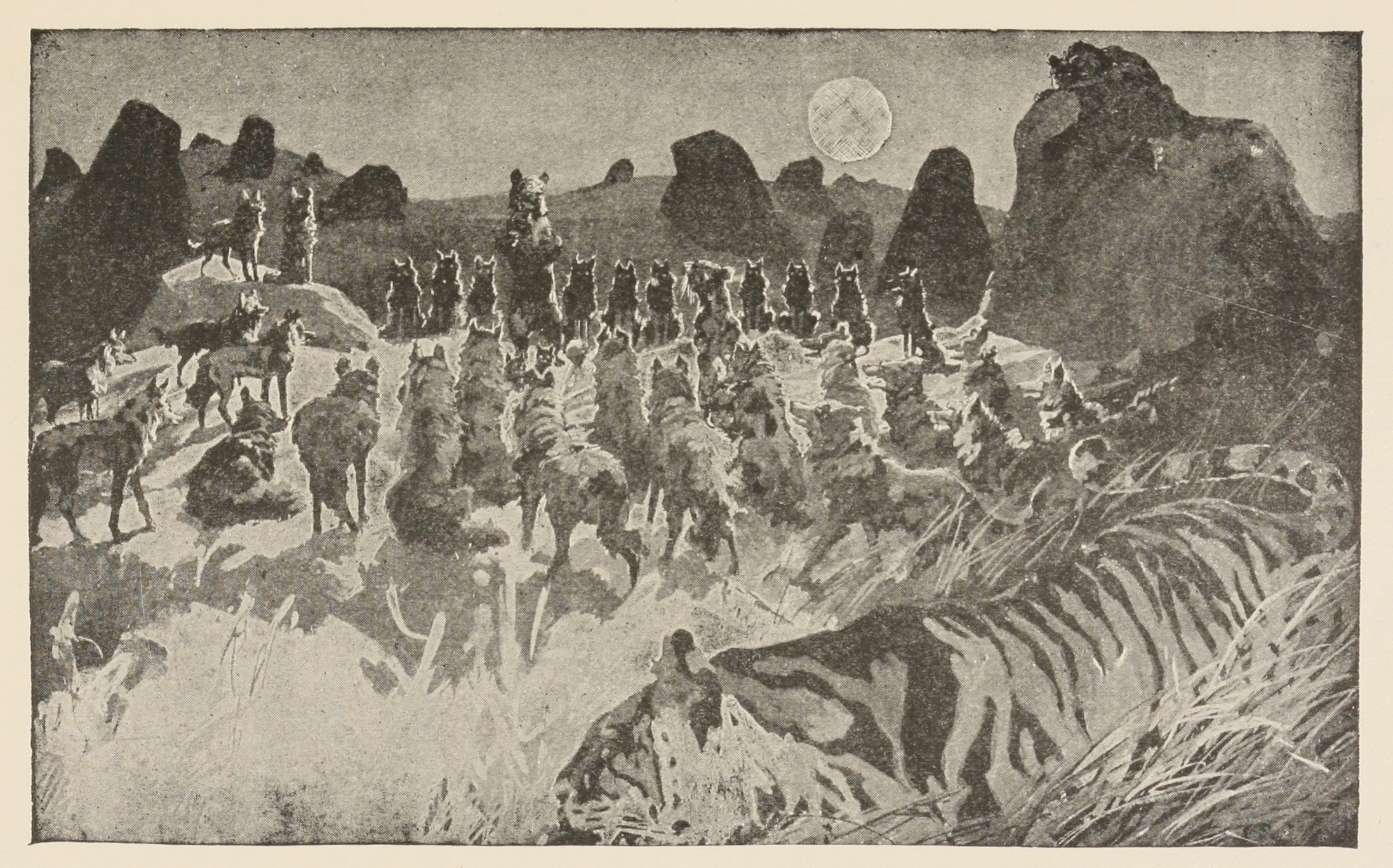
Balú se přimlouvá za Mauglího, ilustrace z roku 1895

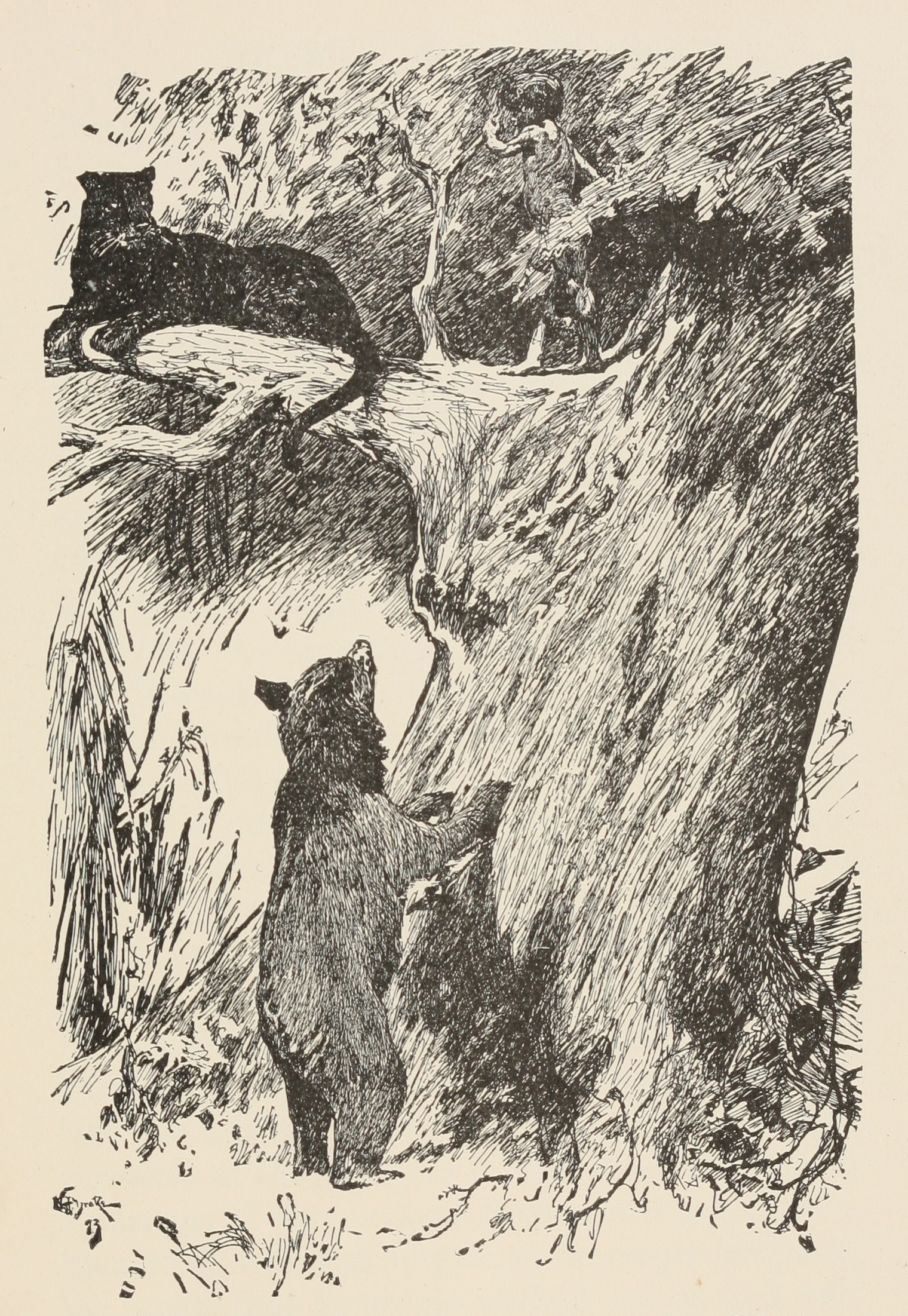
Baghira, Mauglí a Balú, ilustracce z roku 1895

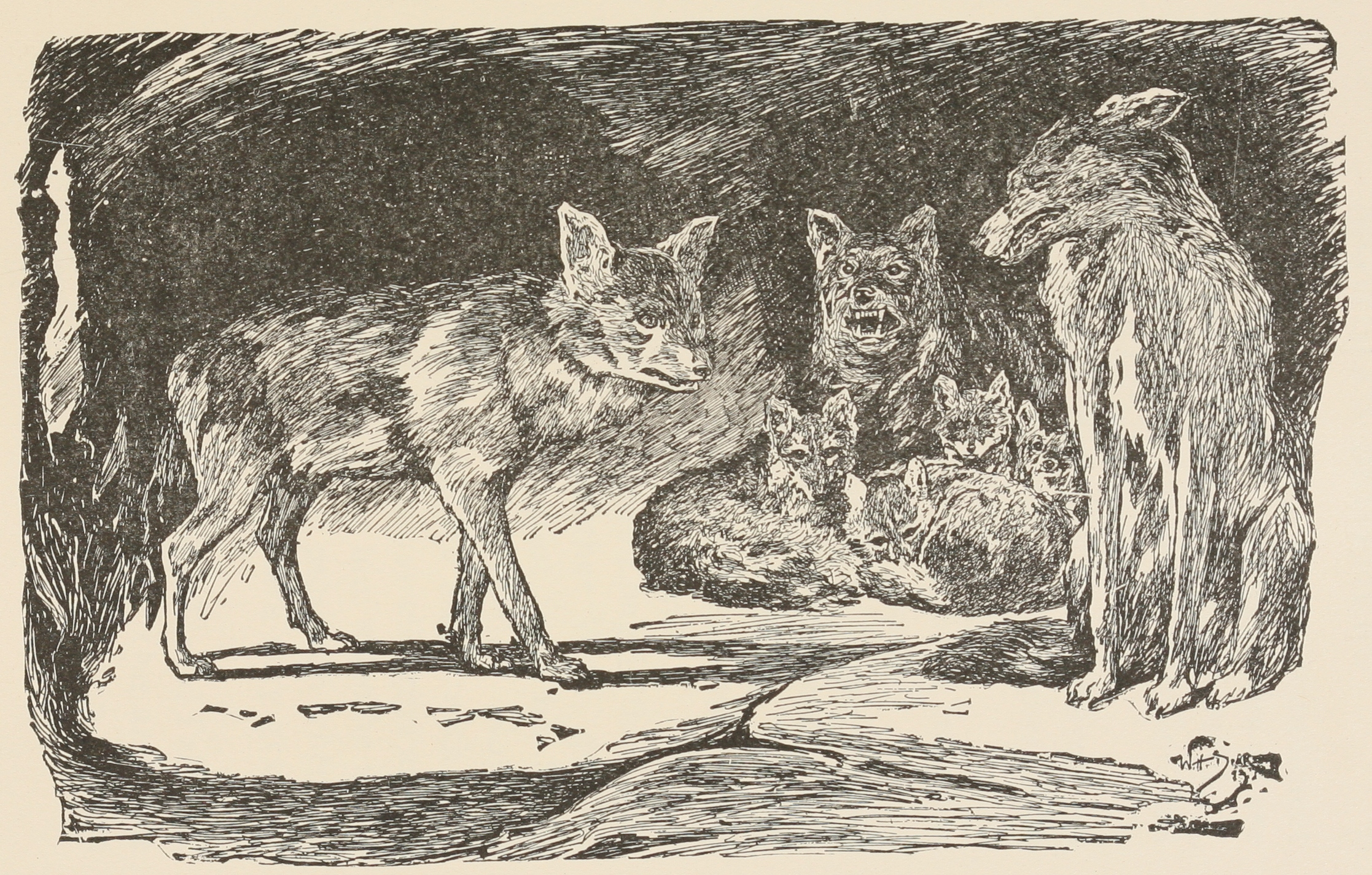
Mauglího bratři, ilustrace z roku 1895

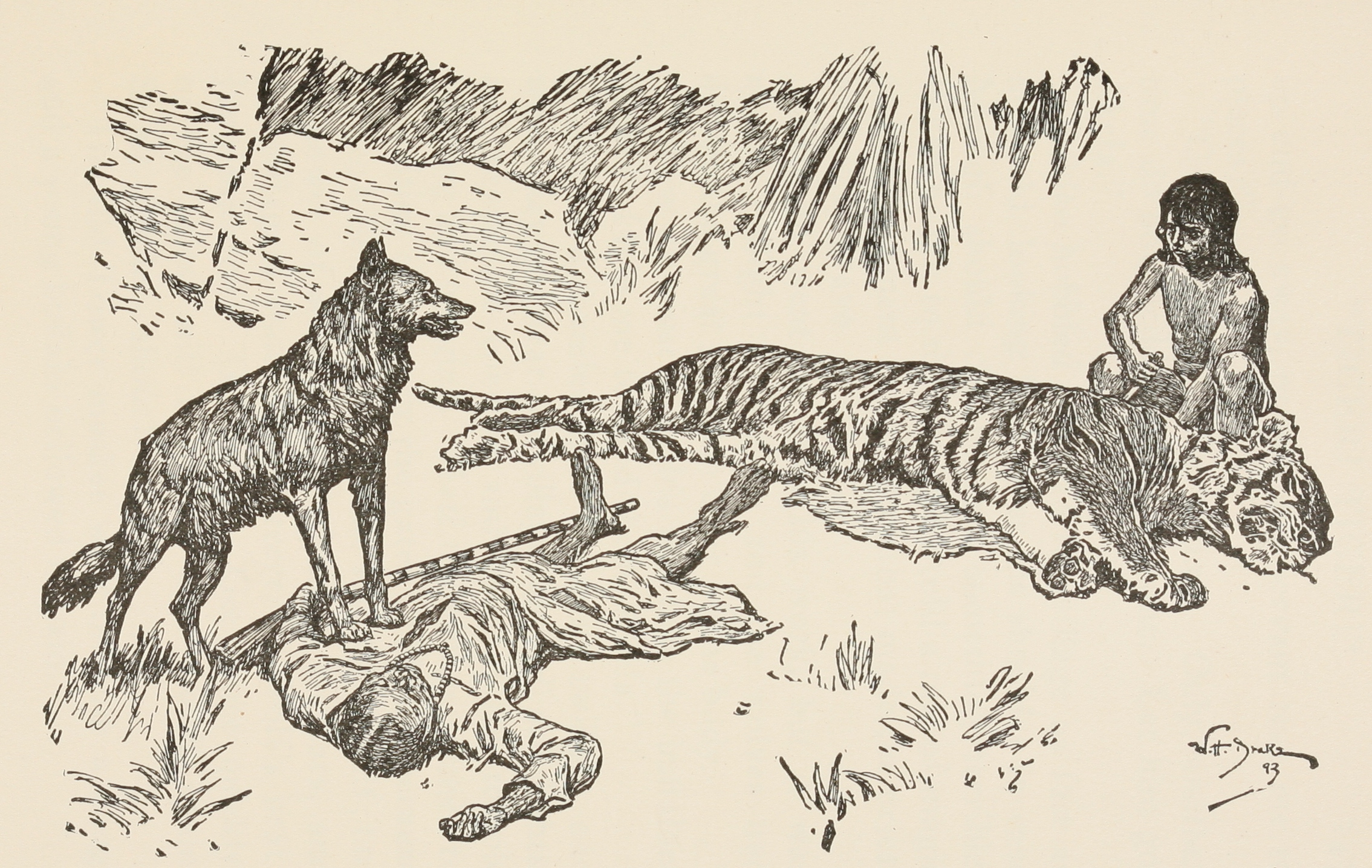
Mauglí nad mrtvým Šér Chánem, ilustrace z roku 1895

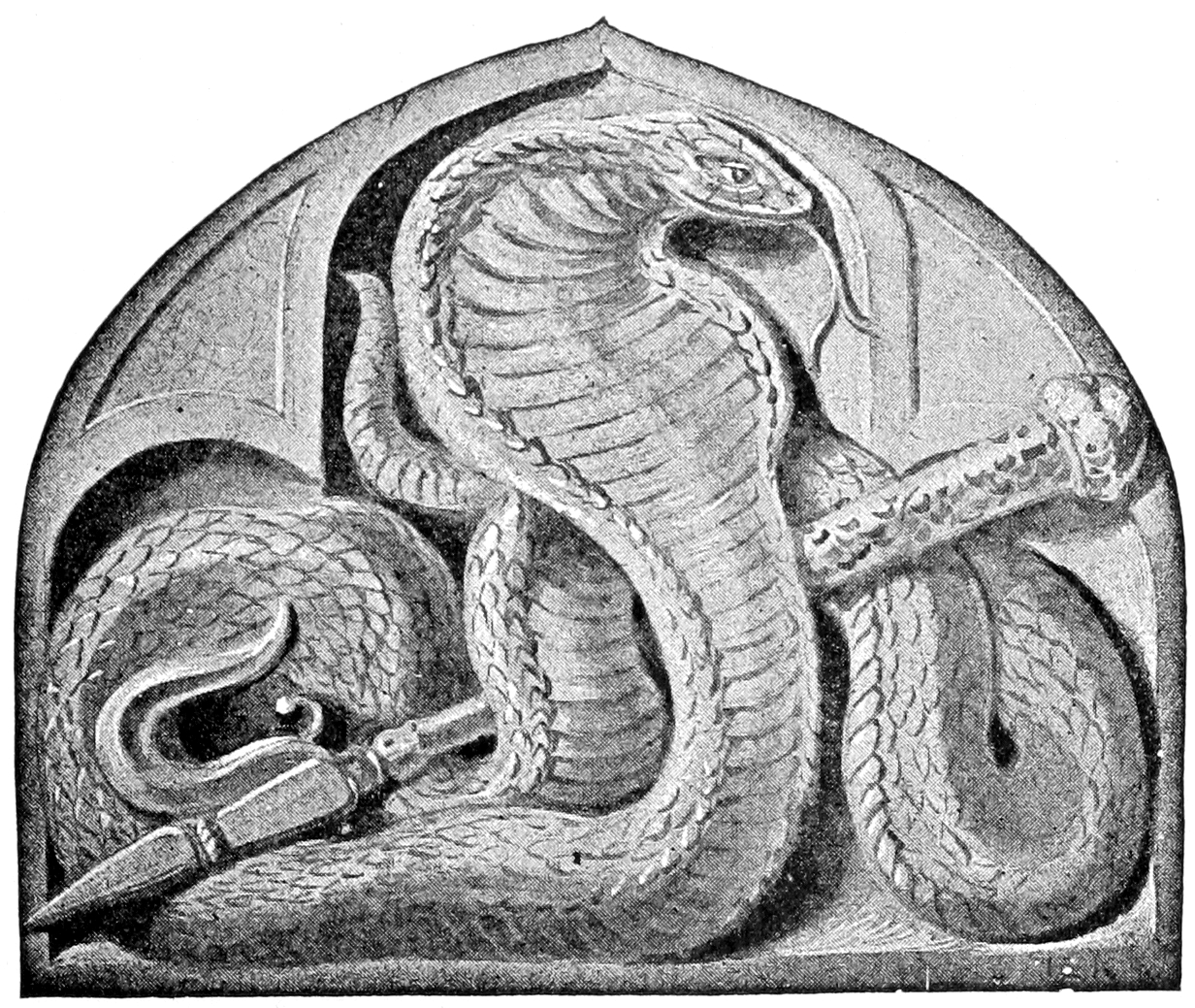
Králův ankus, ilustrace z roku 1895

Mauglí (anglicky Mowgli) je literární postava, hlavní hrdina více než poloviny povídek (osmi z patnácti) z dvoudílné Knihy džunglí anglického spisovatele Rudyarda Kiplinga. První díl vyšel roku 1894 jako Kniha džunglí (The Jungle Book) a o rok později následovalo pokračování s titulem Druhá kniha džunglí (The Second Jungle Book). Příběhy Mauglího jsou však někdy vydávány zvlášť s titulem nesoucím jméno svého hlavního hrdiny. Poprvé tak vyšly roku 1933 pod názvem All the Mowgli Stories společně s povídkou In the Rukh (Na okraji džungle) vydanou již roku 1893 v knize Many Inventions.

## Povídky o Mauglím

### Povídky první Knihy džunglí
- Mauglího bratři (Mowgli's Brothers): První příběh líčí příhody malého chlapce, kterého chce sežrat krutý lidožravý tygr Šér Chán. Dítě je však zachráněno jednou vlčí rodinou, která jej přijme za vlastního (tak se stanou z vlčat Mauglího bratři). Od své adoptivní vlčí matky dostane jméno Mauglí, což prý znamená ve zvířecí řeči Žabáček. Vlčí smečce, vedené samotářským Akélou, se to zpočátku příliš nelíbí, ale za chlapce se přimluví starý medvěd Balú (učitel zákona džungle) a černý pardál Baghíra, ze kterých se stanou Mauglího vychovatelé a nejbližší přátelé. Mauglí se naučí řeči zvířat a stane se plnohodnotným obyvatelem džungle i příslušníkem vlčí smečky. Šér Chán se však neustále snaží Mauglího připravit o život. Využije toho, že Akéla zestárne, a když se smečka začne rozhodovat o jeho nástupci, popudí vlky proti Mauglímu (ze kterého se již stal silný mladík) a přesvědčí je, aby mu Mauglího vydali. Mauglí si však na radu Baghíry přinese z lidské vsi hrnek žhavých uhlíků a strach zvířat před ohněm zachrání jemu a Akélovi život. Z chování smečky zklamaný Mauglí se na radu Baghíry vydává do vesnice, aby se naučil žít s lidmi
- Ká na lovu (Kaa's Hunting): Jde o příběh z doby, kdy byl Mauglí ještě malý chlapec a medvěd Balů jej (jako všechna ostatní mláďata) učil zákonů džungle. Mimo jiné mu také vštěpoval, že opice nemají žádný řád a nectí žádné zákony, že jsou hloupé, zlé a drzé, a proto, že s nimi ostatní zvířata v džungli pohrdají. Neposlušný Mauglí si však chtěl s opicemi hrát a ty jej unesly do zřícenin starého města odkud nemohl uprchnout. Baghíra a Balú si museli nakonec zavolat na pomoc obrovskou krajtu Ká, které se opice strašlivě bály, protože Ká je dokázal svým pohledem tak zhypnotizovat, že mu samy kráčely do tlamy.
- Tygr, tygr! (Tiger! Tiger!): Po příchodu Mauglího do vesnice se ho ujme manželka místního boháče Mesua, které tygr před léty odnesl syna. Vesničané se však k mladíkovi, který přišel z džungle, příliš přátelsky nechovají. Mauglí se brzy naučí lidské řeči, osvojí si principy lidského chování a stane se pastevcem buvolů. Když mu jeden z jeho vlčích bratrů přinese zprávu, že je nablízku Šér Chán, připraví Mauglí s vlky tygrovi past a ten je ušlapán buvolím stádem. Vesničané však obviní Mauglího pro jeho styky s vlky z čarodějnictví. Mauglí proto z vesnice odejde a žije opět v džungli.

### Povídky z Druhé knihy džunglí
- Kde se vzal strach (How Fear Came): Opět příběh z doby, kdy byl Mauglí ještě malý chlapec. Vypráví se v něm o tom, jak slon Háthí (všemi uznávaný vůdce) vyhlásil pro velké sucho tzv. vodní příměří. Během něho se mohou všechna zvířata sejít bez obav u řeky, aby se napila, protože kdo by po vyhlášení tohoto příměří zabil u napajedla jiné zvíře, toho by stihla smrt. Zvířatům u řeky pak Háthí vypráví příběh o tom, jak se zvířata naučila bát člověka.
- Vpád džungle (Letting in the Jungle): Mauglí, který žije po odchodu z vesnice sám v džungli, se dozví, že vesničané chtějí Mesuu i jejího muže upálit jako rodiče ďábla. Osvobodí je a zajistí jim bezpečný průchod džunglí. Ostatní zvířata pak přesvědčí, aby vesničanům pustošila pole. Ti nakonec vesnici opustí a slon Háthí jí se svými syny rozboří.
- Králův ankus (The King's Ankus): Tragikomická a dle Anguse Wilsona pravděpodobně nejlepší[1] povídka z celého cyklu vypráví o tom jak had Ká zavede Mauglího do jednoho sklepení ve zříceninách města (toho samého, kam kdysi Mauglího unesly opice), kde stará Bílá kobra hlídá obrovský poklad. Mauglí, který nechápe cenu zlata, si přes protesty kobry, že odnáší smrt, vezme s sebou vzácný ankus (bodec na slony) vykládaný mnoha drahými kameny a diamanty. Brzy jej však v džungli odhodí, protože mu překáží v pohybu. Druhý den s Baghírou rozhodne sledovat stopu předmětu a postupně najdou šest mrtvých lidí, kteří se kvůli drahocenné zbrani navzájem povraždili. Mauglí ankus vrací zpět do sklepení a žádá kobru, aby již nikomu nedovolila bodec odnést. Zároveň pochopí, jak rozdílné je chování lidí od zvířat, která zabíjejí jen pro potravu.
- Ryšavý pes (Red Dog): Napínavý příběh o boji Mauglího proti smečce ryšavých psů dhólů, kteří jsou velmi agresivní, na potkání vraždí vše živé, a protože je jich několik set, napadají i velká zvířata. Mauglí a jeho přítel had Ká je obratně zavedou od Údolí smrti, kde je zahubí divoké včely. Mauglí se před včelami zachrání skokem do řeky, kde na něho čeká jeho hadí přítel.
- Jarní běh (The Spring Running): Závěrečný příběh nejen Druhé knihy džunglí, ale i vyprávění o Mauglím. Starý vlk Akéla umírá a přitom vyzývá Mauglího, aby odešel zpátky k lidem. Když začíná v džungli jaro, vrací se proto Mauglí ke své adoptivní matce Mesue. Naposledy se jde ještě rozloučit do džungle se svými zvířecími přáteli, kteří ho ujišťují o tom, že v džungli bude vždy mít domov.

### In the Rukh (Na okraji džungle)
Povídka In the Rukh (Na okraji džungle nebo také V rukhu) je chronologicky posledním Mauglího příběhem, byla však napsána jako první. Poprvé vyšla roku 1893 v knize Many Inventions. Společně s ostatními příběhy o Mauglím vyšla jedenkrát v Knihách džunglí roku 1907 a následně roku 1933 v All the Mowgli Stories.
V povídce se popisuje, jak anglický lesník Gisborne, pracující ve střední Indii, objeví mladého muže jménem Mauglí, který je neobyčejně zručný lovec a stopař. Nabídne mu proto práci lesníka, kterou Mauglí přijme. Později se Gisborne dozví, že příčinou téměř nadlidských Mauglího schopností je to, že byl vychován smečkou vlků v džungli.

## Filmové adaptace
- The Jungle Book (Kniha džunglí), USA 1942, režie Zoltan Korda, v roli Mauglího Sabu Dastagir,
- Maugli (Mauglí), SSSR 1967, režie Roman Davydov a A. Zorina, animovaný film,
- The Jungle Book (Kniha džunglí), USA 1967, produkce Walt Disney, režie Wolfgang Reitherman, animovaný film,
- The Jungle Book (Kniha džunglí), USA 1994, režie Stephen Sommers, v roli Mauglího Jason Scott Lee,
- The Second Jungle Book: Mowgli & Baloo (Druhá Kniha džunglí: Mauglí a Balú), USA 1997, režie Duncan McLachlan, v roli Mauglího Jamie Williams,
- The Jungle Book 2 (Kniha džunglí 2), USA 2003, produkce Walt Disney, režie Steve Trenbirth, animovaný film.

## Česká vydání
- Kniha džunglí, Edvard Beaufort, Praha 1899, překlad Pavla Moudrá, znovu 1904 a 1909.
- Druhá kniha džunglí, Edvard Beaufort, Praha 1901, překlad Pavla Moudrá,
- S pokraje džunglí, Aloys Hynek, Praha 1910, překlad J. O. Hart, obsahuje povídku V rukhu.
- Kniha džunglí a Druhá kniha džunglí, Hejda a Tuček, Praha 1911, překlad Miloš Maixner, znovu 1920 a 1921.
- Kniha džunglí Josef R. Vilímek, Praha 1928, překlad Viktor Messi, znovu 1931, 1932 a 1938.
- Druhá kniha džunglí Josef R. Vilímek, Praha 1928, překlad Viktor Messi, znovu 1933 a 1940.
- Mauglí, Josef R. Vilímek, Praha 1947, překlad Zdeněk Hobzík, výbor povídek z Knih džunglí, kde vystupuje chlapec Mauglí.
- Kniha džunglí I. a II., Josef R. Vilímek, Praha 1948, překlad Zdeněk Hobzík,
- Mauglí, SNDK, Praha 1956, překlad Zdeněk Hobzík a Jan Beránek, znovu 1958 a 1960 a Alternativa, Praha 1991, výbor povídek z Knih džunglí, kde vystupuje chlapec Mauglí.
- Knihy džunglí, SNDK, Praha 1965, překlad Aloys a Hana Skoumalovi, znovu 1968, Albatros Praha 1972, 1974, 1991 a 2002, Olympia, Praha 1984, Levné knihy KMa, Praha 2000 a Brio, Praha 2007.
- Knihy džunglí, Albatros, Praha 2010, překlad Martin Pokorný. znovu 2016.

## Rozhlasová zpracování
- 2023 Rudyard Kipling: Mauglí, dvoudílné zpracování obou knih. Přeložil Aloys a Hana Skoumalovi. Dramatizace Marie Špalová. Hudba Miroslav Tóth. Texty písní Tereza Verecká. Dramaturgie Lenka Veverková. Režie Izabela Schenková. Účinkují: Jan Cina, Vojtěch Vondráček, Lubor Šplíchal, Jiří Vyorálek, Vasil Fridrich, Martin Finger, Helena Dvořáková, Václav Marhold, Jan Hofman, Miloslav König, Klára Suchá, Antonie Formanová, Petra Kosková, Jiří Roskot, Lenka Zbranková, Kryštof Krhovják, Libor Hruška, Petr Čtvrtníček, Jan Battěk, Renata Kubišová, Kateřina Marie Fialová, Hana Marie Maroušková, Hynek Chmelař a Veronika Lazorčáková.[2]